# 犯罪被害者等基本法
犯罪被害者等基本法（はんざいひがいしゃとうきほんほう、平成16年12月8日法律第161号）は、犯罪被害者等の保護、救済に関する日本の法律である。
犯罪被害者等のための施策に関し、基本理念を定め、ならびに国、地方公共団体および国民の責務を明らかにするとともに、犯罪被害者等のための施策の基本となる事項を定めること等により、犯罪被害者等のための施策を総合的かつ計画的に推進し、もって犯罪被害者等の権利利益の保護を図ることを目的とする（1条）。2004年（平成16年）に成立。全30条。

## 概要
犯罪被害者等（被害者並びにその家族と遺族、2条2項）が、その受けた被害を回復し、又は軽減し、再び平穏な生活を営むことができるよう支援し、及び犯罪被害者等がその被害に係る刑事に関する手続に適切に関与することができるようにするための施策（犯罪被害者等のための施策、2条3項）をとることを国および地方公共団体の責務として規定し（4条、5条）、また、犯罪被害者等の名誉又は生活の平穏を害することのないよう十分配慮するとともに、国及び地方公共団体が実施する犯罪被害者等のための施策に協力するよう努めなければならないことを国民の努めなければならない責務として規定している（6条）。